# 대한민국 형법 제2조
대한민국 형법 제2조는 국내범에 대한 형법총칙의 조문이다. 형법의 속지주의 원리를 선언하고 있다. 

## 조문
제2조(국내범) 본법은 대한민국영역 내에서 죄를 범한 내국인과 외국인에게 적용한다.

第2條(國內犯) 本法은 大韓民國領域 內에서 罪를 犯한 內國人과 外國人에게 適用한다.

## 비교 조문
일본형법 제1조(국내범) ① 이 법률은 일본국내에서 죄를 범한 모든 자에게 적용한다.
② 일본국외에 있는 일본선박 또는 일본항공기내에서 죄를 범한 자에 대하여도 전항과 같다.
[소22(1947년) 법124 본조개정, 소29(1954년) 법57 제2항 개정]

## 참조 조문
헌법 제3조 대한민국의 영토는 한반도와 그 부속도서로 한다. 

## 사례
- 한국에 살면서 에티오피아 국립은행장 명의를 도용해 미국 씨티은행에 개설된 에티오피아 국립은행 은행 계좌에서 거액을 이체받아 가로챈 나이지리아인들은 비로 피고인과 피해자 모두가 외국인 또는 외국법인이지만 피고인들이 국내 은행 계좌로 송금받아 ‘대한민국 영역 내에서 죄를 범한 내국인과 외국인에게 적용한다’는 형법 제2조 국내범 조항에 따라 한국법상 사기로 처벌된다.[1].
- 제주시내 은행.호텔 등 5곳에서 위조된 1만4000유로를 원화로 환전한 외국인은 위조 통화 취득죄 등의 혐의로 체포될 수 있다[2]

## 판례

### 범죄지
- 공모공동정범에 있어서 공모지도 범죄지에 해당한다.[3]

### 속지주의
- 외국인이 대한민국 공무원에게 알선한다는 명목으로 금품을 수수한 행위는 구 변호사법 90조 1호 위반죄가 된다.[4]
- 국제협정이나 관행에 의하여 대한민국내에 있는 미국문화원이 치외법권지역이고 그 곳을 미국영토의 연장으로 본다 하더라도 그 곳에서 죄를 범한 대한민국 국민에 대하여 우리 법원에 먼저 공소가 제기되고 미국이 자국의 재판권을 주장하지 않고 있는 이상 속인주의를 함께 채택하고 있는 우리나라의 재판권은 동인들에게도 당연히 미친다 할 것이며 미국문화원측이 동인들에 대한 처벌을 바라지 않았다고 하여 그 재판권이 배제되는 것도 아니다.[5]
- 형법 제2조는 형법의 적용범위에 관하여 속지주의 원칙을 채택하고 있는바, 대한민국 영역 내에서 배우자 있는 자가 간통한 이상, 그 간통죄를 범한 자의 배우자가 간통죄를 처벌하지 아니하는 국가의 국적을 가진 외국인이라 하더라도 간통행위자의 간통죄 성립에는 아무런 영향이 없고, 그 외국인 배우자는 형사소송법의 규정에 따른 고소권이 있다.[6]
- 형법의 적용에 관하여 같은 법 제2조는 대한민국 영역 내에서 죄를 범한 내국인과 외국인에게 적용한다고 규정하고 있으며, 같은 법 제6조 본문은 대한민국 영역 외에서 대한민국 또는 대한민국 국민에 대하여 같은 법 제5조에 기재한 이외의 죄를 범한 외국인에게 적용한다고 규정하고 있는바, 중국 북경시에 소재한 대한민국 영사관 내부는 여전히 중국의 영토에 속할 뿐 이를 대한민국의 영토로서 그 영역에 해당한다고 볼 수 없을 뿐 아니라, 사문서위조죄가 형법 제6조의 대한민국 또는 대한민국 국민에 대하여 범한 죄에 해당하지 아니함은 명백하다.[7]

## 참고 문헌
- 김재윤, 손동권, 『새로운 형법각론』, 율곡출판사, 2013. ISBN 9788997428342
- 만화 형법판례-형법의 장소적 적용범위 법률저널 2011년 7월 22일

## 같이 보기
- 속인주의
- 속지주의
- 대한민국 헌법 제3조